# Phare d'Esteiro
Le phare d'Esteiro est un phare situé dans la forêt du Stade national du Jamor
dans la freguesia de Cruz Quebrada - Dafundo (pt) dans la municipalité de Oeiras, dans le district de Lisbonne (Région de Lisbonne-et-Val-de-Tage au Portugal).
Il est géré par l'autorité maritime nationale du Portugal à Oeiras (Grand Lisbonne).

## Histoire
C'est une tour carrée en maçonnerie, avec lanterne et galerie, montée sur un bâtiment technique carrée d'un seul étage. La tour est non peinte et la lanterne est rouge. Sur le côté de la tour, vers la mer, se trouve deux bandes horizontales rouges servant de repère de jour. L'édifice fait 15 m de haut. A une hauteur focale de 82 m, le feu à occultations émet un éclat rouge de 4 secondes, toutes les 6 secondes, d'une portée maximale de 39 km.
En 1949, un petit bâtiment a été construit pour recevoir un radiophare. Il a été remplacé, à partir de 1997, d'un radar Racon émettant la lettre Q en code morse. Le phare a été électrifié en 1957 et automatisé en 1981.
Il est situé à environ 800 m au nord-est du phare de Gibalta, dans la forêt, au-dessus du stade national de Jamor. Il marque, avec celui-ci et le phare de Mama, l'alignement de l'entrée sud du Port de Lisbonne.
Identifiant : ARLHS : POR019 ; PT-212 - Amirauté : D2127.1 - NGA : 3412.
|                |
| Le stade Jamor |

|          |
| Le phare |

### Lien connexe
- Liste des phares du Portugal